# FAM20C
FAM20C‏ (FAM20C, golgi associated secretory pathway kinase) هوَ بروتين يُشَفر بواسطة جين FAM20C في الإنسان.